# Acucia
Acucia  fue una aristócrata romana del siglo I perteneciente a la gens Acucia. Estuvo casada con Publio Vitelio. Tras la muerte de su esposo, fue acusada en el año 37 de maiestas por Décimo Lelio Balbo y condenada.